# Aida López
Pour les articles homonymes, voir López.
Aida López est une actrice mexicaine de cinéma et de séries télévisées.

## Filmographie
- 1997 : The Blood Oranges : Rosella
- 2002 : La Virgen de Guadalupe (mini-série) : Malinali (3 épisodes)
- 2002 : Frida : la femme de ménage de Lupe Marín
- 2004 : Zapata: amor en rebeldía (es) (mini-série) (2 épisodes)
- 2006 : Mezcal (es) : Isabel
- 2007 : Quemar las naves (es) : Chayo
- 2009 : Love on a Wkend : Tía Célia
- 2010 : El mar muerto : María
- 2010 : Las Aparicio (série télévisée) : Rosario Miranda
- 2012 : La madre (court métrage)
- 2008-2012 : Capadocia (série télévisée) : Ana Morena 'La Negra' (37 épisodes)
- 2013 : No se ponga así (court métrage) : la mère
- 2014 : Oasis (court métrage) : Nieves
- 2017 : Ingobernable (série télévisée) : Chela Lagos (14 épisodes)
- 2018 : Belzebuth : Elena
- 2018 : Un extraño enemigo (série télévisée)